# 北美鏢鱸
北美鏢鱸為輻鰭魚綱鱸形目鱸亞目河鱸科的其中一種，分布於美國的淡水流域，體長可達6.1公分，棲息在流動緩慢或靜止的溪流、水塘。